# Alex Borstein
Alexandrea Borstein (Highland, 15 de fevereiro de 1971) é uma atriz, dubladora, roteirista e comediante norte-americana. Ela é conhecida por dublar a personagem Lois Griffin na série de animação Family Guy, interpretar Susie Myerson na série da Prime Video The Marvelous Mrs. Maisel, e ter sido membro do elenco na série de comédia MADtv.
Borstein é graduada pela Universidade Estadual de São Francisco, onde estudou retórica. Ela fez comédia de improviso no ACME Comedy Theatre, na Califórnia, onde foi notada e convidada a participar do programa humorístico da FOX, MADtv. Antes disso ela foi redatora e dubladora de vários programas de televisão, incluindo Casper, Pinky e o Cérebro e Power Rangers: Zeo.
Em 2000, foi escalada para interpretar Sookie St. James na série Gilmore Girls, chegando a gravar o piloto com a personagem, mas seu contrato com o MADtv a impediu de continuar no papel, que acabou ficando com a atriz Melissa McCarthy. Mesmo assim Borstein fez aparições recorrentes na série, com diferentes personagens, primeiro como a harpista Drella e mais tarde como a estilista Miss Celine.
Em 2017, Borstein começou a estrelar a série The Marvelous Mrs. Maisel, como Susie Myerson, pelo qual recebeu aclamação da crítica e ganhou um Primetime Emmy Award de Melhor Atriz Coadjuvante em Série de Comédia.

## Biografia
Borstein nasceu em Highland Park, uma cidade ao norte de Chicago. Ela foi criada em Deerfield, Illinois, antes de sua família se mudar para a Califórnia. Borstein tem dois irmãos mais velhos. Seu pai, Irv Borstein, é de Atlanta. Sua mãe, Judy Borstein, é uma sobrevivente do Holocausto, nasceu e foi criada em Budapeste, na Hungria, e se mudou para os Estados Unidos após a Revolução Húngara de 1956, ambos são profissionais de saúde mental. Borstein é judia.
Ela foi casada com o ator e escritor Jackson Douglas, que conheceu quando estudava improvisação no ACME Comedy Theatre. Douglas propôs ela em casamento durante as gravações de um episódio de MADtv, e eles se casaram em 1999. Também trabalharam juntos na série Gilmore Girls.
Borstein e Douglas têm dois filhos, um menino, Barnaby Borstein Douglas, nascido em 8 de setembro de 2008, e uma menina, Henrietta Borstein Douglas, nascida em 1 de outubro de 2012.
Eles se divorciaram em outubro de 2014.

## Filmografia
- The Marvelous Mrs. Maisel (2017-2023) (série de TV) como Susie Myerson
- Gilmore Girls: A Year in the Life (2016) (série de TV) como Drella / Miss Celine
- Angry Birds: O Filme (2016) Sophie Bird / Peggy Bird (dubladora)
- Getting On (2013-2015) (série de TV) como Dawn Forchette
- Masters of Sex (2015) (série de TV) como Loretta
- Life in Pieces (2015) (série de TV) como Lynette
- Love the Coopers (2015) como Angie
- A Million Ways to Die in the West (2014) como Millie

- Workaholics (2012) (série de TV) como a esposa de Montez
- Hot In Cleveland (2012) (série de TV) como Preshi
- Ted (2012) como Helen Bennett
- Bunheads (2012) (série de TV) como Sweetie Cramer / Hooker
- Shameless (2011–2015) (série de TV) como Lou Deckner (também foi redatora e produtora)
- Dinner for Schmucks (2010) como Martha, a esposa de Barry
- Killers (filme) (2010) como Lily Bailey
- Glenn Martin, DDS (2010) como Clerk (dubladora)
- The Cleveland Show (2009-2013) (série de TV) como Lois Griffin / Loretta Brown / Mrs. Lowenstein / Tyne Daly (dubladora)
- The Lookout (2007) como Mrs. Lange
- Little Man (2006) como Janet
- American Dad! (2006-2016) como Doutora Gupta / Curadora do Museu (dubladora)
- Good Night, and Good Luck (2005) como Natalie
- Kicking & Screaming (2005)
- Robot Chicken (2005–2018) (série de TV) (dubladora)
- Mulher Gato (2004) como Sally
- Seeing Other People (2004) como Tracy
- Bad Santa (2003) como Milwaukee Mom
- Friends (2003) como Mulher amarga no episódio "The One with the Soap Opera Party"
- Frasier (2003) como Evelyn
- The Lizzie McGuire Movie (2003) como Sra. Ungermeyer
- Showtime (2002) como Diretora de elenco
- Dawg (2002) como Darcy Smits
- Coyote Ugly (2000) como Mulher do leilão
- Family Guy (1999–2002, 2005-presente) como Lois Griffin / Loretta Brown / Tricia Takanawa / Barbara Pewterschmidt (série de TV) (dubladora) (também é redatora e produtora)
- Gilmore Girls (2001–2005) como Drella / Miss Celine / Doris
- MADtv (1997–2009,2016) com vários personagens (também foi redatora)
- Power Rangers: Zeo (1996) Queen Machina / Robocupid (série de TV) (dubladora)
- Mighty Morphin Power Rangers (1993–1994) (série de TV) (dubladora)

## Prêmios e Indicações
| Ano  | Premiação                         | Categoria                                                    | Trabalho                                                 | Resultado |
| ---- | --------------------------------- | ------------------------------------------------------------ | -------------------------------------------------------- | --------- |
| 2006 | DVD Exclusive Awards              | Melhor Roteiro (para um filme de estréia em DVD)             | Stewie Griffin: The Untold Story                         | Venceu    |
| 2006 | Spike Video Game Awards           | Melhor Elenco                                                | Family Guy Video Game!                                   | Venceu    |
| 2006 | Screen Actors Guild Awards        | Melhor Desempenho de um elenco em um Filme                   | Good Night, and Good Luck                                | Indicado  |
| 2008 | Primetime Emmy Awards             | Melhor Programa de Animação                                  | Family Guy: pelo episódio "Blue Harvest"                 | Indicado  |
| 2013 | Primetime Emmy Awards             | Melhor Performance em Dublagem                               | Family Guy: pelo episódio " Lois Comes Out of Her Shell" | Indicado  |
| 2018 | Critics' Choice Television Awards | Melhor Atriz Coadjuvante em Série de Comédia                 | The Marvelous Mrs. Maisel                                | Indicado  |
| 2018 | Primetime Emmy Awards             | Melhor Atriz Coadjuvante em Série de Comédia                 | The Marvelous Mrs. Maisel                                | Venceu    |
| 2018 | Primetime Emmy Awards             | Melhor Performance em Dublagem                               | Family Guy: pelo episódio "Nanny Goats"                  | Venceu    |
| 2019 | Golden Globe Awards               | Melhor Atriz Coadjuvante em – Série, Mini-série ou Telefilme | The Marvelous Mrs. Maisel                                | Indicado  |
| 2019 | Critics' Choice Television Awards | Melhor Atriz Coadjuvante em Série de Comédia                 | The Marvelous Mrs. Maisel                                | Venceu    |
| 2019 | Screen Actors Guild Awards        | Melhor Performance Feminina em Série de Comédia              | The Marvelous Mrs. Maisel                                | Indicado  |
| 2019 | Screen Actors Guild Awards        | Melhor Performance de Elenco em Série de Comédia             | The Marvelous Mrs. Maisel                                | Venceu    |